# Viguieranthus densinervus
Viguieranthus densinervus är en ärtväxtart som beskrevs av Villiers. Viguieranthus densinervus ingår i släktet Viguieranthus och familjen ärtväxter.

## Underarter
Arten delas in i följande underarter:
- V. d. densinervus
- V. d. pubescens